# Abdy Sujerkułow
Abdy Sujerkułowicz Sujerkułow (ros. Абды Суеркулович Суеркулов, ur. 25 grudnia 1912 w miejscowości Torkent k. Osz, zm. 10 października 1992) – radziecki i kirgiski polityk, przewodniczący Rady Najwyższej Kirgiskiej SRR w latach 1947-1950, prezes Rady Ministrów Kirgiskiej SRR w latach 1950-1958.
Urodzony w rodzinie chłopskiej, 1933-1937 naczelnik wydziału finansowego administracji rejonowej w Tałasie, 1938-1939 dyrektor kołchozu, 1941-1942 przewodniczący Obwodowego Komitetu Wykonawczego w Dżalalabadzie, 1942-1944 sekretarz KC Komunistycznej Partii (bolszewików) Kirgistanu ds. Propagandy i Agitacji, 1944-1946 studiował w Wyższej Szkole Partyjnej przy KC WKP(b), 1949-1959 II sekretarz KC Komunistycznej Partii Kirgistanu, 1947-1950 przewodniczący Rady Najwyższej Kirgiskiej SRR. Od 10 lipca 1950 do 6 marca 1958 prezes Rady Ministrów Kirgiskiej SRR. 1959-1969 minister handlu Kirgiskiej SRR, deputowany do Rady Najwyższej ZSRR od 3 do 5 kadencji.
Odznaczony dwoma Orderami Lenina i dwoma Orderami Czerwonego Sztandaru Pracy.